# Опасность красоты
«Опасность красоты» (африк. Skoonheid, англ. Beauty) — фильм режиссёра Оливера Хермануса. В 2011 году картина была кандидатом на Оскар от ЮАР в категории «лучший фильм на иностранном языке», однако в итоговый шорт-лист не попала. Премьера фильма состоялась в мае 2011 года в рамках программы «Особый взгляд» Каннского кинофестиваля.

## Сюжет
Франсуа — преданный муж и отец двух дочерей. Южно-африканский Блумфонтейн (город, в котором он живёт) ничем не отличается от других современных западных населённых пунктов, с той лишь разницей, что здесь говорят на африкаансе. В одной из сцен раскрывается реальный характер Франсуа: в кругу его друзей чернокожие и метисы не в чести, хоть государственный апартеид и изжит, но личный ещё очень распространён. Кроме того, главный персонаж является латентным геем и наличие семьи — не препятствие для того, чтобы заниматься однополым сексом с приятелями. На свадьбе своей дочери Франсуа встречает Кристиана, красивого молодого человека, и становится одержимым им. С этого момента герой начинает преследовать парня. Для того, чтобы встретиться с объектом своего вожделения, он задумывает деловую поездку в Кейптаун, где Кристиан живёт со своими родителями. Здесь мужчина буквально ходит за парнем по пятам, не спуская с него глаз в колледже, на улице, на пляже. Во время подстроенной «случайной» встречи Франсуа изнасиловал Кристиана.

## В ролях
| Актёр              | Роль     |
| ------------------ | -------- |
| Деон Лотз          | Франсуа  |
| Чарли Кигэн        | Кристиан |
| Джероен Краненбёрг | врач     |

## Награды
- В 2011 году на Каннском кинофестивале фильм был награждён премией «Queer Palm»[5]
- На кинофестивале в Цюрихе за свою работу в фильме актёр Деон Лотз был удостоен «особого упоминания»[6].
- Лучший игровой фильм на кинофестивале «Бок о Бок» в 2012 году.